# Tours de Cabrenç
Les tours de Cabrenç, ou château de Cabrenç, sont un château médiéval en ruines situé sur la limite des communes de Lamanère et Serralongue, en Haut-Vallespir, dans le département français des Pyrénées-Orientales. 
Situé sur un éperon rocheux surplombant des vallées, le château est muni de trois tours. Il était également muni d'une chapelle dédiée à saint Michel, dont il ne reste plus que quelques ruines. Il est accessible à pied depuis Lamanère par un sentier balisé demandant environ deux heures de marche.
Construit au XIe siècle, il est détruit par Vauban en représailles de la révolte catalane des Angelets (1667-75). Il est classé Monument historique en 1988 pour la tour médiane et les ruines du château, et en 1994 pour la tour Nord.

## Situation
La tour à signaux, dans laquelle on peut monter, est située à 1287 m. C'est de cette tour que des signaux de fumée étaient émis lorsqu'une invasion par le sud se produisait. La tour médiane (1320 m) était celle qui abritait une petite garnison. Enfin, le château (1338 m) presque entièrement ruiné était la demeure seigneuriale.[réf. nécessaire]

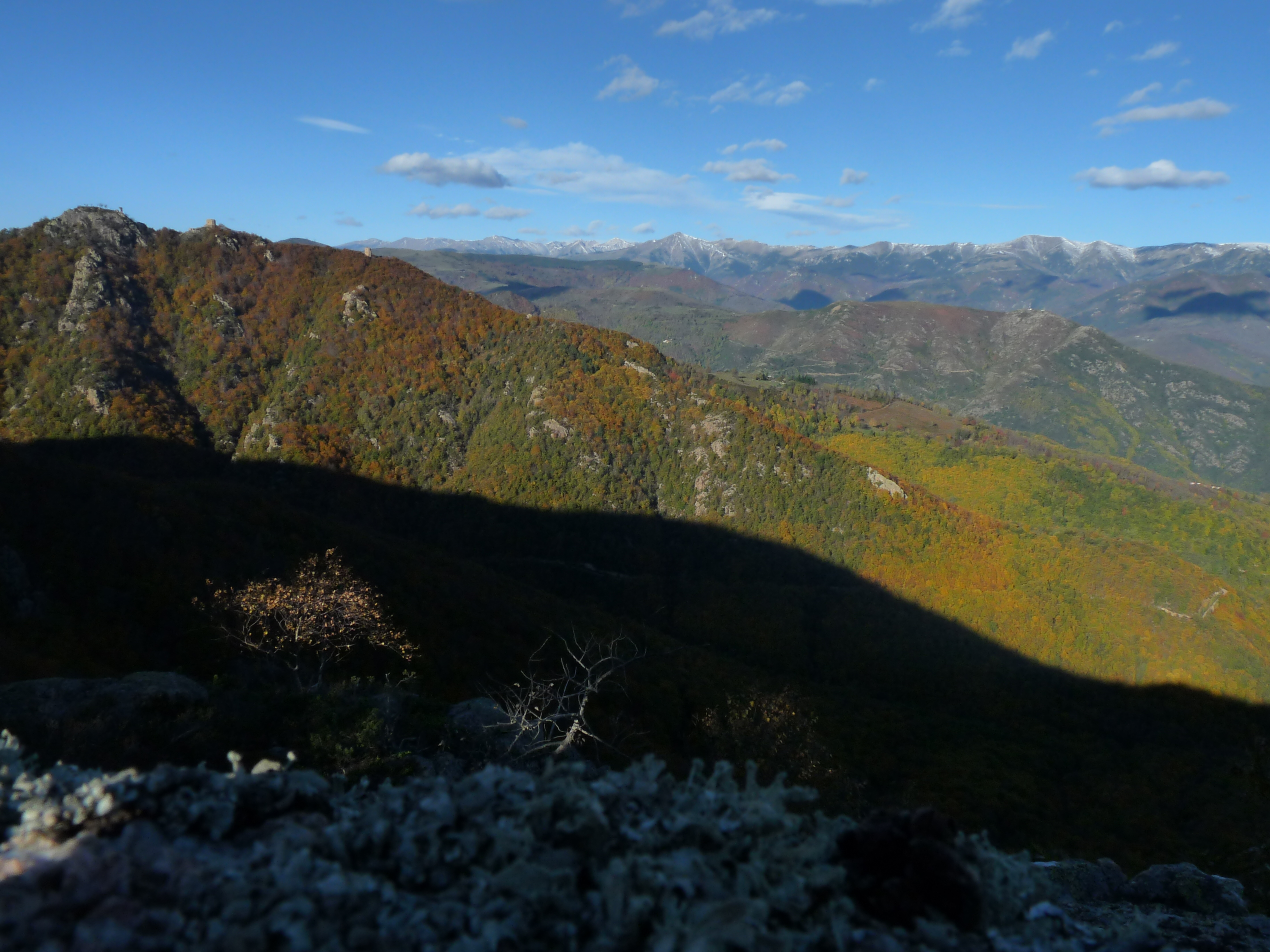
Vue générale sur le Haut-Vallespir avec les 3 tours de Cabrenç

## Le site

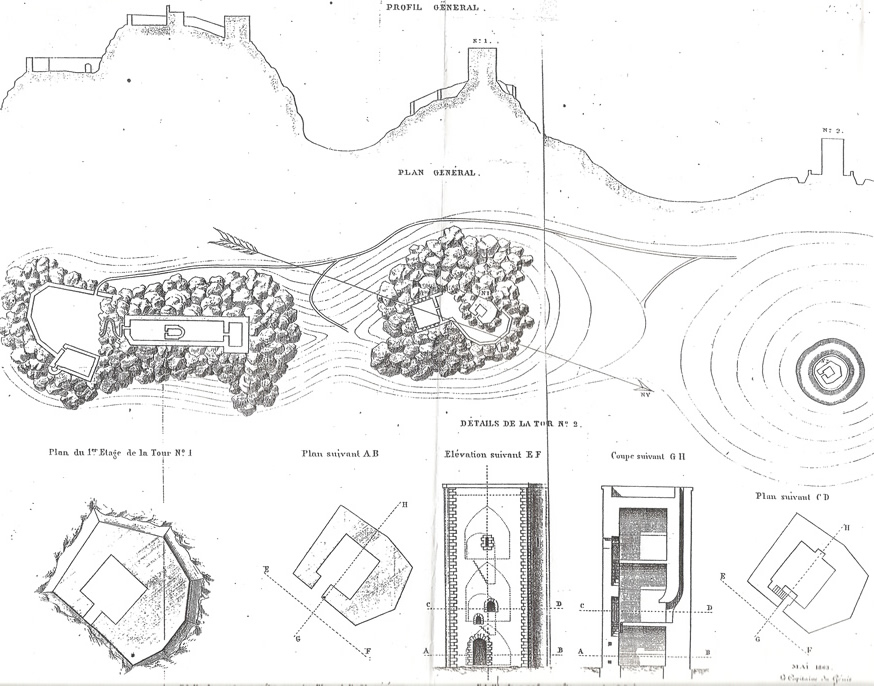
Plan du site par A. Ratheau (1867).

## Histoire
La tour fait partie des 14 tours illuminées pour le passage de la flamme olympique des Jeux olympiques de 2024.